# 埃灵施泰特
埃灵施泰特（德語：Ellingstedt）是德国石勒苏益格－荷尔斯泰因州的一个市镇。总面积21.49平方公里，总人口824人，其中男性413人，女性411人（2011年12月31日），人口密度38人/平方公里。